# U-Boot-Klasse XIV
Die U-Boote der U-Boot-Klasse XIV, offiziell Typ XIV genannt, abgeleitet aus dem Typ IX D, wurden entworfen, um andere deutsche U-Boote während des Zweiten Weltkrieges mit Treibstoff, Lebensmitteln und Munition zu versorgen. Der Spitzname von Booten dieser Klasse war „Milchkuh“, seltener auch „Seekuh“. Die Bauwerft war die Deutsche Werke Kiel AG in Kiel.

## Allgemein
Diese U-Boote hatten selbst keine Offensiv-Waffen, nur Flugabwehrkanonen zur Verteidigung gegen Luftangriffe. In der Mitte des Zweiten Weltkrieges spielten sie eine wichtige Rolle bei der Unterstützung mittlerer U-Boote vom Typ VII C beim Angriff auf die amerikanische Küste (Unternehmen Paukenschlag).
Die U-Tanker hatten eine zusätzliche Kapazität von 439 t Dieselöl neben ihrer normalen Bunkerfüllung von 203 t Dieselöl. Rund 50 t an sonstigen Vorräten (Proviant, Wasser, Schmieröl, Ersatzteile, Verbrauchsstoffe etc.) konnten mitgeführt werden. Die Tanker verfügten über eine Werkstatt und Spezialpersonal, um kleinere Reparaturen wie etwa Schweißarbeiten durchzuführen. Von besonderer psychologischer Bedeutung war der Arzt, den es sonst auf U-Booten nicht gab. Schwer erkrankte Besatzungsmitglieder konnten durch eine Personalreserve der U-Tanker ersetzt werden.
Die U-Tanker erhöhten die Seeausdauer von durchschnittlich 41 Tagen auf 62 Tage, bei zweimaliger Versorgung auf 81 Tage. Einzelne Boote wurden bis zu dreimal versorgt und kamen auf über 90 Seetage. Von April 1942 bis Dezember 1943 versorgten die 9 U-Tanker und 4 Boote vom Typ XB in 46 Unternehmungen über 480 U-Boote.
Diese für die deutschen Unterseeboote strategisch wichtigen Versorgungsposten wurden ein vorrangiges Angriffsziel der alliierten Streitkräfte. Bereits im April 1942 hatte der Secret Service eine Luftaufnahme ausgewertet, auf der ein ungewöhnlich großes U-Boot beim Verlassen Kiels zu sehen war, das die Briten zunächst für eine Art von Minenleger hielten. Bis Mitte Mai hatte dieses Boot insgesamt fünfzehn deutsche U-Boote im Mittel- und Westatlantik versorgt. Obwohl die Briten über die genauen Umstände im Unklaren blieben, vermuteten sie anhand der plötzlich verlängerten Einsatzzeiten dieser Boote, dass eine Versorgung auf See stattgefunden haben musste. Rodger Winn, Kommandeur des britischen Naval Tracking Room, in dem die Bewegungen der U-Boote der Achsenmächte im Atlantik und im Nordmeer nachgekoppelt und festgehalten wurden, verfasste am 1. Juni 1942 einen Bericht, in dem er diesbezüglich konkrete Vermutungen äußerte. Zwei Monate später wurden diese Annahmen anhand neuer Erkenntnisse des Secret Service zur Gewissheit. Zu diesem Zeitpunkt waren mit U 461, U 462 und U 463 bereits drei weitere Versorgungs-U-Boote zu Unternehmungen aufgebrochen. Offiziell half eine verbesserte Überwachung des Atlantiks mittels Radar und Flugzeugen, die Versorgungsboote im Laufe des Jahres 1943 zu zerstören, dabei nutzten die Alliierten aber Kenntnisse, die sie durch die Entzifferung der deutschen Enigma-Codes gewonnen hatten (siehe auch United States Naval Computing Machine Laboratory und Ultra).
Zwischen Mai bis Anfang August 1943 wurden 6 U-Tanker, die nur schwerfällig manövrieren konnten und viel Zeit zum Tauchen brauchten, und 3 Versorgungsboote vom Typ XB versenkt. Durch Ultra konnte der zur Versorgung notwendige Funkverkehr nun zeitnah entschlüsselt werden und es standen genügend See- und Luftstreitkräfte zur Verfügung um gegen jede erkannte U-Boot-Konzentration und damit auch den Versorgungsgruppen, vorzugehen. Damit endeten die Zeit der U-Tanker.
Insgesamt wurden zehn U-Boote dieser Klasse fertiggestellt und eingesetzt: U 459, U 460, U 461, U 462, U 463, U 464, U 487, U 488, U 489 und U 490.
Weitere vierzehn waren geplant, sie wurden jedoch nicht gebaut oder in verschiedenen Bauphasen abgebrochen. Drei von ihnen (U 491, U 492 sowie U 493) waren bei der Entscheidung, den Bau von Booten des Typs XIV einzustellen, im Juli und August 1943 bereits zu 75 % fertiggestellt.